# Тавастшерна, Сергей Сергеевич

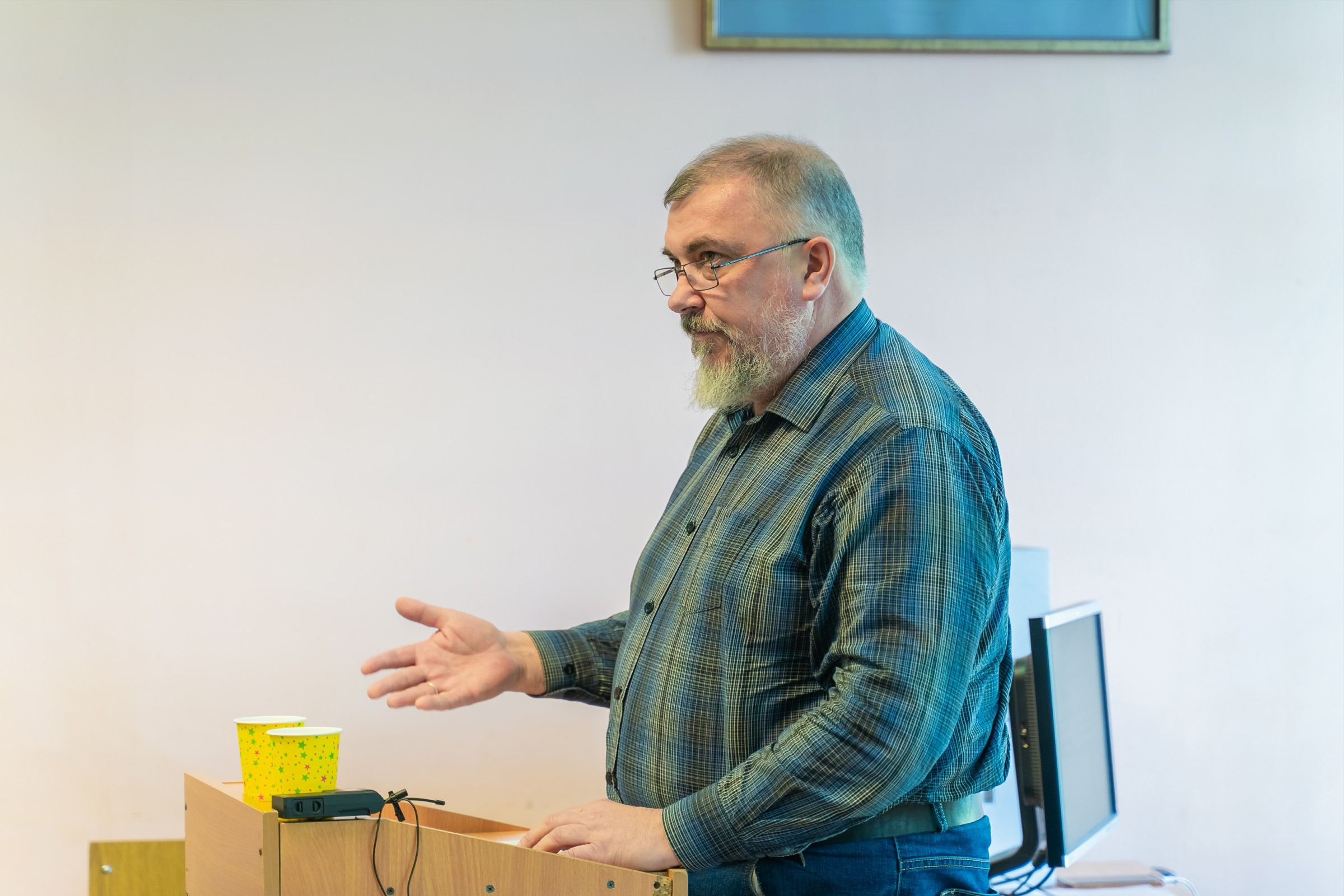
«XL Зографские чтения»

Серге́й Серге́евич Тавастше́рна (р. 10 мая 1965, Ленинград) — российский санскритолог, специалист в области древнеиндийской лингвистической традиции; преподаватель Санкт-Петербургского государственного университета.

## Научная и преподавательская деятельность
Окончил кафедру индологии Восточного факультета Ленинградского государственного университета, где в настоящее время преподаёт индологические дисциплины. Ученик В. Г. Эрмана.
В сферу научных интересов входят языки санскрит (грамматика, метрика, поэтика) и пали (грамматика и литература), древнеиндийская лингвистика.

## Избранные труды
- Тавастшерна С. С. Пратибха, или интуитивное познание, в трактате Бхартрихари «Вакьяпадия» // История философии. — 2000. — № 7. — С. 163—174.
- Тавастшерна С. С. Времена и наклонения в санскрите. — СПб., 2003.
- Тавастшерна С. С. Введение в классическую санскритскую метрику. — СПб., 2003.
- Тавастшерна С. С. Терминология «силы» в трактате «Вакьяпадия» Бхартрихари // История философии. — 2004. — № 11.